# I. Ini-Teszub
Ini-Teszub (vagy Ini-Tesub) Szarhurunuvasz kargamisi (al)király fia és utódja. Említései LUGALKURḪa-at-ti vagy LÚKURḪa-at-ti, azaz Hatti ura vagy Hatti főnöke, valamint KURḪatti-GAL-te és ša KUR ḫa-at-te GAL-te címmel fordulnak elő, neve INI.NI-dte-šub, esetleg í-ni-tešub. Emellett lehetséges az Ii-lí-dte-šup vagy nini-tešup is. Uralkodásának ideje bizonytalan. Szarhurunuvasz testamentuma (CTH#225) szerint III. Tudhalijasz trónra lépése után foglalta el posztját, amely időpont azonban Szarhurunuvasz uralkodási idejét valószínűtlen mértékben megnyújtja. Ugyanakkor még III. Tudhalijasz idejéből olyan dokumentum is ismert, miszerint Karkemis ura egy Lupakki nevű személy.
Ini-Teszub kargamisi alkirályként a Hettita Birodalom déli végeinek általános elöljárója volt. Több alkalommal említik a nevét, mint a föníciai kiskirályságok közti vetélkedések és egyéb konfliktusok rendezőjét. Ilyen volt az az eset, amikor Szijanni területi hovatartozása miatt Ugarit és Amurrú esett egymásnak. Ini-Teszub Amurrúnak ítélte Szijannit. Hasonlóképp igyekezett közvetíteni Ugarit és Amurru között, amikor III. Ammistamru elzavarta feleségét, Bentesina leányát (Ehli-Nikalt?). Ennek eredményéről viszont nincs adat.